# L'Ennemi public (album)
Pour les articles homonymes, voir Ennemi public.
Albums de Jean-Patrick Capdevielle
Le Long de la jetée
(1981) Dernier Rappel
(1983)
L'Ennemi public est le 4ème album studio de Jean-Patrick Capdevielle paru en 1982.
Après le succès de son premier album sorti en 1979 (avec la chanson Quand t'es dans le désert), et dans une moindre mesure du second en 1980, le troisième album de Capdevielle a été mal accueilli par la critique à sa sortie[réf. nécessaire]. 
Aussi, avec L'Ennemi public, le chanteur règle quelques comptes. Ainsi, dès la première chanson titrée T'es pas fait pour ça, il affirme : « Ils t'jugent au nom des lois qu'ils inventent, Pour eux, t'es toujours sur la sale pente (...) Faut savoir ramper par terre pour dev'nir un vrai chanteur populaire ».
Dans Qu'est ce qui va rester ?, chanson qui connait un certain succès[réf. nécessaire], il continue : « Parait qu'il faudrait que j'devienne un peu plus sage. Si j'veux qu'personne meure de rage (...) J'entends les critiques vomir leurs somnifères, J'plonge comme un pavé dans la mare aux sorcières (...) Si la seule mode c'est d'être couleur camouflage, J'crois qu'j'préfère revendre ma rage, je m'ferai chanteur au chômage ».
Enfin, Capdevielle semble décrire son propre combat[réf. nécessaire] dans L'homme de paille où l'on entend : « Faut du temps pour qu'un homme de paille s'transforme en samouraï. Faut du temps, faut du temps, faut qu'on vole toutes ses médailles ».

## Liste des titres
| 1. | T'es pas fait pour ça                                                 | 4:10 |
| 2. | Qu'est-ce qui va rester (Quand le rock'n'roll aura cessé d'exister) ? | 4:25 |
| 3. | Brille                                                                | 4:34 |
| 4. | Zig-Zag                                                               | 4:08 |
| 5. | L'Homme de paille                                                     | 4:36 |

| 1. | Vill'taneuse                   | 4:54 |
| 2. | Quand j'arriverai chez toi     | 4:50 |
| 3. | Faut pas qu'tu pleures         | 6:28 |
| 4. | La vie passe comme une rivière | 5:05 |